# 박성화
박성화(朴成華, 1955년 5월 7일 ~ )는 대한민국의 전 축구선수 및 현 지도자이다.

## 개요
울산 출생으로 동래고등학교, 고려대학교를 졸업하였다. 선수시절 별명은 쌀장수였다. 힘이 좋아서 붙여진 별명 같지만 사실은 대표선수 시절 전지훈련지 진해의 숙소 근처 쌀가게 주인과 겉모습이 비슷해 붙여진 별명이다.

## 축구인 생활

### 선수 생활
1978년 당시 실업 축구단이었던 포항제철에서 자신의 성인 축구 경력을 시작하였다. 1980년 육군에 입대해 군복무를 마쳤다.
K-리그 창설 원년인 1983년 할렐루야 독수리에서 데뷔하여, 그 해 K리그 초대 우승에 크게 공헌하여 초대 MVP를 받게 되었다. 할레루야 독수리 시절 박상인과의 콤비가 유명했다.
1986년 실업 축구 당시 친정 팀이었던 포항제철로 복귀하여 그 해 K리그 우승에 큰 공현을 하였다. 1987 시즌이 끝난 뒤 은퇴하였다.

### 국가 대표 생활
1970-1980년대의 대한민국 축구를 대표하는 선수로, 1980년 AFC 아시안컵과 1984년 AFC 아시안컵 등의 많은 대회에서 뛰었고, A매치 92경기에서 28골을 넣었다.

### 플레이 스타일
현역 시절 소속 팀과 국가대표팀의 주 포지션은 중앙 수비수로 당시 스위퍼와 스토퍼 포지션을 소화했지만 공격수로 변칙 출전하여 많은 골을 기록하기도 하였으며 특히 1976년 동대문운동장에서 벌어진 한일 정기전에서 해트트릭을 기록하기도 하였다.

### 지도자 생활
은퇴 후 1988년 포항제철공업고등학교 축구부 감독을 지냈고, 1989년에 울산 현대 호랑이에 코치로 입단하여 활동하다가 1992년 유공 코끼리로 옮겼다.
1992년 시즌 도중 유공의 창단 이후 10여 년 동안 팀을 이끌었던 김정남 감독이 성적 부진으로 사령탑에서 물러나자 그 자리를 승계하였고, 1993년 정식으로 감독에 부임하였지만 1994년 성적 부진으로 리그 후반기에 팀에서 중도 하차한 후 발레리 네폼냐시에게 감독직을 넘겼다. 1996년 포항 스틸러스 감독에 취임하여 그 해 FA컵 우승컵을 들어올렸고, 1997년과 1998년에 팀의 아시안 클럽 챔피언십 2연패를 이끄는 대기록을 세워 그 해 2월과 4월에 AFC 이달의 감독상을 수상하기도 했다. 하지만, 2000년 7월 31일 시즌 도중 성적 부진에 따른 책임을 지고 팀에서 물러났다.
2001년 U-19 대표팀 감독으로 선임되어 대표팀 감독 및 코치로서의 인연을 시작하였다. 카타르 도하에서 열린 2002년 AFC 청소년 축구 선수권 대회에서 우승을 차지하였고, 그 해 10월에 자신의 통산 3번째 AFC 이달의 감독상을 수상하였다. 2003년 2월 국가대표팀 수석코치에 선임되어 U-19 대표팀 감독과 겸임하다가, 2004년 4월 움베르투 코엘류 감독이 성적 부진으로 사퇴하자 임시로 감독 대행을 맡았고, 6월에 사임한 후 U-19 대표팀 감독에 전념하였다. 말레이시아에서 열린 2004년 AFC 청소년 축구 선수권 대회]]에서 우승을 차지하여, 박종환 감독에 이어 대한민국 축구 사상 두 번째로 AFC U-20 축구 선수권 대회에서 2연패를 차지한 감독이 되었다. 네덜란드에서 열린 2005년 FIFA 세계 청소년 축구 선수권 대회를 끝으로 지휘봉을 놓았다.
2007년 7월, 시즌 도중 앤디 에글리 감독의 후임으로 부산 아이파크의 새 감독으로 선임되었다. 하지만, 불과 2주일 뒤에 부산 아이파크의 감독직에서 사임하고, 핌 페르베이크 감독의 후임으로 올림픽 대표팀 감독에 취임하여 이 과정에서 많은 축구 팬들의 비난을 받았다. 2008년 올림픽 대표팀은 예선에서 통과했지만 본선무대 조별 리그에서 1승 1무 1패로 탈락했다. 이 때문에 네티즌들의 비난을 받았으며 '뻥성화'라는 굴욕적인 별명을 얻었다.
2010년부터 2011년까지 다롄 스더의 감독으로 있은 뒤, 2011년 12월 15일 미얀마의 감독으로 부임하였다. 2014년 12월 26일 경남 FC의 새 감독으로 선임되었다.
2018년 동래고등학교 축구부에 감독으로 부임했다.

## 그 외
2007년 AFC 아시안컵 당시 대한민국 경기 해설 위원을 맡기도 하였다.

## 경력

### 선수 경력
- 1978년 ~ 1979년  포항 제철 (아마추어)
- 1980년 ~ 1982년  육군 (군복무)
- 1983년 ~ 1985년  할렐루야 독수리
- 1986년 ~ 1987년  포항 제철 아톰즈

### 국가 대표 경력
- 1980년 AFC 아시안컵 대표
- 1984년 AFC 아시안컵 대표

### 지도자 경력
- 1984년 ~ 1988년  포항제철공업고등학교 감독
- 1989년 ~ 1991년  현대 호랑이 코치
- 1992년  유공 코끼리 코치
- 1992년 ~ 1994년  유공 코끼리 감독
- 1996년 ~ 2000년  포항 스틸러스 감독
- 2001년 ~ 2005년  대한민국 축구 U-20 대표팀 감독
- 2003년 ~ 2004년  대한민국 축구 국가대표팀 코치
- 2007년  부산 아이파크 감독
- 2007년 ~ 2008년 대한민국 축구 올림픽 대표팀 감독
- 2010년 ~ 2011년  다롄 스더 감독
- 2011년 ~ 2013년  미얀마 축구 국가대표팀 감독
- 2014년 ~ 2015년  경남FC 감독

## 수상

### 개인
- 1983년 K리그 MVP 수상
- 1983년 K리그 베스트 11 선정
- 1984년 K리그 베스트 11 선정
- 1986년 프로축구 모범상 수상
- 1998년 AFC 선정 2월의 감독
- 1998년 AFC 선정 4월의 감독
- 2001년 AFC 선정 10월의 감독

### 클럽

#### 할렐루야 독수리
- K리그 우승 1회 (1983년)

#### 포항 제철 아톰즈
- K리그 우승 1회 (1986년)
- K리그 준우승 1회 (1987년)

### 국가 대표팀
- 1980년 AFC 아시안컵 준우승

### 감독

#### 유공 코끼리
- 아디다스 컵 우승 1회 (1994년)

#### 포항 스틸러스
- FA컵 우승 1회 (1996년)
- 아디다스 컵 준우승 1회 (1996년)
- 프로스펙스 컵 준우승 1회 (1997년)
- 아시아 클럽 챔피언십 우승 2회 (1997년, 1998년)
- 아시아 슈퍼컵 준우승 2회 (1997년, 1998년)

#### 대한민국 축구 U-20 대표팀
- AFC U-20 축구 선수권 대회 우승 2회 (2002년, 2004년)

## 같이 보기
- A매치 100경기 이상 출전한 축구 선수 명단

## 참고 자료
- 김유석의 올드보이 8 : 박성화 - 헤딩 능력 탁월했던 대표팀 스토퍼
- 박성화 - 한국 최고의 멀티 플레이어